# Germaria graeca
Germaria graeca là một loài ruồi trong họ Tachinidae.